# Хари Потър и Стаята на тайните
 Тази статия е за книгата.  За филма вижте Хари Потър и Стаята на тайните (филм).  
Хари Потър и Стаята на тайните (на английски: Harry Potter and the Chamber of Secrets) е фентъзи роман, написан от английската писателка Джоан Роулинг и вторият роман от поредицата Хари Потър. Сюжетът проследява втората година на Хари в училището за магия и вълшебство „Хогуортс“, по време на която поредица от съобщения по стените на коридорите на училището предупреждават, че Стаята на тайните е отворена и че „наследникът на Слидерин “ ще убие всички ученици, които не произхождат от изцяло магьоснически семейства. Тези заплахи са открити след атаки, които оставят учениците вкаменени. През цялата година Хари и неговите приятели Рон и Хърмаяни разследват атаките.
Книгата е публикувана в Обединеното кралство на 2 юли 1998 г. от Bloomsbury и по-късно в Съединените щати на 2 юни 1999 г. от Scholastic. Въпреки че Роулинг казва, че ѝ е било трудно да завърши книгата, тя печели висока оценка и награди от критици, млади читатели и книжната индустрия, въпреки че някои критици смятат, че историята може би е твърде плашеща за по-малки деца. Подобно на други романи от поредицата, Хари Потър и Стаята на тайните предизвиква религиозни дебати; някои религиозни авторитети осъждат използването на магически теми, докато други хвалят акцента върху саможертвата и начина, по който характерът на човек е резултат от неговия избор.
Филмовата адаптация на романа, издадена през 2002 г., е (по това време) шестият най-печеливш филм в историята и получава като цяло благоприятни отзиви. Видеоигрите, базирани на Хари Потър и Стаята на тайните, също са пуснати за няколко платформи и повечето получават благоприятни отзиви.

## Сюжет
Докато прекарва лятото при семейство Дърсли, дванадесетгодишният Хари Потър е посетен от домашното духче на име Доби. То предупреждава Хари, че е в опасност и не трябва да се връща в „Хогуортс“. Хари отказва, така че Доби магически проваля вечерята на леля Петуния и вуйчо Върнън. Разяреният вуйчо Върнън заключва Хари в стаята като отмъщение. Министерството на магията незабавно изпраща известие, обвиняващо Хари в извършване на магия от непълнолетни магьосници и предупреждение за изключване от Хогуортс.
Рон Уизли и братята му Фред и Джордж пристигат с летящия Форд Англия на баща си и спасяват Хари, отвеждайки го в своя дом. Хари и цялото семейство Уизли пътуват до Диагон-Али за необходимите училищни пособия. Те се натъкват на Хърмаяни Грейнджър и се срещат с Луциус Малфой, бащата на врага на Хари Драко, както и с Гилдрой Локхарт, самонадеян автобиограф и авантюрист, който е новият учител по защита срещу черните изкуства. На гара Кингс Крос Хари и Рон не могат да излязат на перон 9¾ и изпускат Хогуортс Експрес. Те летят с колата на господинн Уизли до Хогуортс, блъскат се в Плашещата върба на територията на училището, а пръчката на Рон се счупва. След това колата самостоятелно поема към гората.
Хари научава, че някои в магьосническата общност презират магьосници, родени от мъгъли като Хърмаяни, вярвайки, че чистокръвните са по-добри. Хари е единственият, който чува странен глас, излизащ се от стените на замъка. Скоро след това котката на господин Филч, Госпожа Норис, е намерена вкаменена, заедно с кърваво предупреждение, надраскано на стената: „Стаята на тайните е отворена. Пазете се, врагове на наследника“. Смята се, че Салазар Слидерин, един от основателите на училището, е създал стаята след спор с другите основатели относно допускането на ученици, родени от мъгъли. Предполага се, че стаята съдържа чудовище, което само наследникът на Слидерин може да контролира.
По време на мач по куидич омагьосан блъджър удря Хари, счупвайки ръката му. Локхарт се проваля при опит да му я поправи, изпращайки Хари в болничното крило за една нощ. Доби посещава Хари там и разкрива, че е омагьосал блъджъра и е запечатал портала на Кингс Крос. Той казва, че Стаята на тайните е била отворена преди години. След поредната атака, учениците посещават час по самозащита, по време на който Хари спонтанно проявява рядка способност да говори змийски език.
Хари, Рон и Хърмаяни подозират, че Драко е Наследникът, предвид враждебността му към мъгълородените. Хърмаяни тайно приготвя многоликова отвара, която позволява на Хари и Рон да се представят за лакеите на Драко Краб и Гойл. Те разбират, че Драко не знае нищо за наследника. Междувременно Стенещата Миртъл, призрак, обитаващ момичешка тоалетна, показва на триото дневник, оставен в кабинката ѝ, принадлежал на Том Риддъл, студент, който става свидетел на смъртта на друг ученик по време на предишното отваряне на стаята. Съзнанието на Риддъл в дневника твърди на Хари, че Хагрид е отговорен. Хърмаяни е вкаменена при следващата атака. Училището е блокирано и може да бъде затворено. Директорът Албус Дъмбълдор е отстранен и Хагрид е изпратен в затвора Азкабан.
Следвайки инструкциите, оставени от Хагрид, Хари и Рон следват паяци в Забранената гора. Те срещат гигантска акромантула на име Арагог, който отрича участието си и твърди, че паяците се страхуват от истинското чудовище. Арагог се опитва да нахрани с Хари и Рон своето потомство, но колата на господин Уизли ги спасява. Хари и Рон откриват, че Хърмаяни е стигнала до извода, че чудовището е базилик – гигантска змия, чийто директен поглед убива или вкаменява жертвите си, когато бъде видяно отражението му. Хари заключава, че базилискът е гласът в стените и че той се движи през водопровода. Той също така осъзнава, че Стенещата Миртъл е ученикът, който е бил убит.
Сестрата на Рон Джини е отвлечена и отведена в Стаята. Хари и Рон откриват входа в тоалетната на Миртъл и принуждават Локхарт да влезе заедно с тях. Локхарт признава, че е измамник, който е измислил всичките си истории и се опитва да изтрие спомените на момчетата, след като е откраднал повредената пръчка на Рон. Заклинанието има обратен ефект, заличавайки собствената му памет и предизвиква срутване на камъни; Рон е отделен от Хари и остава, за да помогне на Локхарт.
Хари продължава до Стаята и намира Джини в безсъзнание. Проявление на Том Риддъл разкрива, че той е Лорд Волдемор и Наследникът на Слидерин. Преди години той е отворил Стаята и е обвинил Хагрид. Той използва дневника, за да притежава и контролира Джини, която се държеше странно. Базилискът се появява, за да убие Хари. Фениксът Фоукс на Дъмбълдор пристига, носейки Разпределителната шапка на Хари. Фоукс ослепява базилиска и Хари изважда меча на Годрик Грифиндор от шапката. Той убива базилиска, но е отровен от отровата му. Докато Риддъл се подиграва на умиращия Хари, сълзите на Фоукс го лекуват. Хари пробожда дневника на Риддъл с отчупен зъб на базилика, унищожавайки него и тялото на Риддъл и съживявайки Джини.
Хари, Рон, Джини и Локхарт се връщат в замъка. Хари дава дневника на Дъмбълдор, който проявява любопитство. Луциус Малфой нахълтва, бесен, че Дъмбълдор се е върнал. Той е придружен от Доби, който е домашното духче на семейство Малфой. Хари разбира, че Луциус е пъхнал дневника в котлето на Джини. Хари подвежда Луциус да освободи Доби от робството, като му дава чорап; Луциус се опитва да атакува Хари за отмъщение, но Доби магически го отблъсква.
Вкаменените ученици са излекувани, Грифиндор отново печели Купата на домовете, Хагрид е освободен, Локхарт е изпратен в болницата Св. Мънго, а Хари се връща на Привит Драйв в добро настроение.

## Публикуване и прием

### Развитие
На Дж. К. Роулинг ѝ е трудно да завърши Хари Потър и Стаята на тайните, защото се страхува, че няма да оправдае очакванията, породени от Хари Потър и Философският камък. След като предоставя ръкописа на „Блумсбъри“ по график, тя го взима обратно за шест седмици на преработка.
В ранните чернови на книгата, Почтибезглавият Ник, духът бродник на дом Грифиндор, изпява собствена песен, обясняваща състоянието му и обстоятелствата на неизвестната му смърт. Това е премахнато, защото редакторът на книгата не се интересува от стихотворението, което впоследствие е публикувано на официалния уебсайт на Джоан Роулинг. Семейният произход на Дийн Томас е премахнат, защото Роулинг и нейните издатели го смятат за „ненужно отклонение“.

### Публикуване
Хари Потър и Стаята на тайните е публикувана в Обединеното кралство на 2 юли 1998 г. и в САЩ на 2 юни 1999 г. През юни 1999 г. романът се изстрелва директно на върха на три списъка с бестселъри в САЩ, включително в Ню Йорк Таймс.

## Критичен отговор
Романът Хари Потър и Стаята на тайните е посрещнат с почти всеобщо признание. В Таймс Дебора Лоудън я описва като детска книга, която ще бъде „препрочитана в зряла възраст“ и подчертава нейните „силни сюжети, увлекателни герои, отлични шеги и морално послание, което произтича естествено от историята“. Авторът на фентъзи Чарлз де Линт се съгласява и смята, че втората книга за Хари Потър е също толкова добра, колкото Хари Потър и Философският камък, рядко постижение сред поредиците от книги. Томас Вагнер смята, че сюжетът е много подобен на този от първата книга, базиран на търсене на тайна, скрита под училището. Въпреки това той се радва на пародията на знаменитостите и техните фенове, която се съсредоточава около Гилдрой Локхарт, и одобрява разглеждането на расизма в книгата. Тами Незол намира книгата за по-смущаваща от предшественичката си, особено в необмисленото поведение на Хари и приятелите му, след като Хари скрива информация от Дъмбълдор, и в човешкото поведение на мандрагорите, използвани за приготвяне на отвара, която лекува вкаменяване. Въпреки това тя смята втората история за толкова приятна, колкото и първата.

## Теми
Хари Потър и Стаята на тайните продължава да изследва какво прави човека такъв, какъвто е. Освен че твърди, че самоличността на Хари е оформена от неговите решения, а не от който и да е аспект от раждането му, Хари Потър и Стаята на тайните предоставя контрастиращи герои, които се опитват да прикрият истинските си личности: както казва Тами Незол, Гилдрой Локхарт „липсва каквато и да е истинска самоличност“, защото не е нищо повече от очарователен лъжец. Риддъл също усложнява борбата на Хари да разбере себе си, като посочва приликите между двамата: „и двамата нечистокръвни, сираци, отгледани от мъгъли, вероятно единствените двама змиеусти (говорещи змийски език), които идват в „Хогуортс“ след великия Слидерин.
Противопоставянето на класата, смъртта и нейните въздействия, изживяването на юношеството, саможертвата, любовта, приятелството, лоялността, предразсъдъците и расизма са постоянни теми в поредицата. В Хари Потър и Стаята на тайните зачитането и уважението на Хари към другите се простира чак до домашното духче Доби и призрака Почтибезглавия Ник. Според Маргьорит Краузе постиженията в романа зависят повече от изобретателността и упоритата работа, отколкото от природните таланти.
Едуард Дъфи, доцент в университета Маркет в Уисконсин, САЩ, казва, че един от централните герои в Стаята на тайните е омагьосаният дневник на Том Риддъл, който поема контрола над Джини Уизли – точно както Риддъл планира. Дъфи предполага, че Роулинг е предвидила това като предупреждение срещу пасивното потребление на информация от източници, които имат свои собствени програми. Въпреки че Бронуин Уилямс и Ейми Зенгер разглеждат дневника като по-скоро система за незабавни съобщения или чат стая, те са съгласни относно опасностите от прекаленото разчитане на писменото слово, което може да замаскира автора, и подчертават един комичен пример, саморекламиращите се книги на Локхарт.
Липсата на морал и изобразяването на властта като отрицателна са важни теми в романа. Маргьорит Краузе заявява, че има няколко абсолютни морални правила в света на Хари Потър, например Хари предпочита да казва истината, но лъже винаги, когато сметне за необходимо – подобно на неговия враг Драко Малфой. В края на Хари Потър и Стаята на тайните Дъмбълдор оттегля обещанието си да накаже Хари и Рон, ако нарушат още училищни правила – след като професор Макгонагъл изчислява, че са нарушили над 100 – и щедро ги възнаграждава за прекратяването на заплахата от Стаята на тайните. Освен това Краузе заявява, че авторитетните фигури и политическите институции получават малко уважение от Роулинг. Уилям Макнийл от университета Грифит, Куинсланд, Австралия, заявява, че министърът на магията е представен като посредствен. В статията си „Хари Потър и светският град“ Кен Джейкъбсън предполага, че Министерството като цяло е представено като плетеница от бюрократични империи, като казва, че „служителите на министерството се занимават с дреболии (напр. стандартизиране на дебелината на котлите)“.
Историята в романа се развива през 1992 г. – надписът върху тортата за партито по случай 500-годишнината от смъртта на Почтибезглавия Ник гласи: „Сър Никълъс Де Мимси Порпингтън умира на 31 октомври 1492 г.“.

### Връзка сХари Потър и Нечистокръвния принц
Стаята на тайните има много връзки с шестата книга от поредицата, Хари Потър и Нечистокръвния принц. Всъщност „Нечистокръвният принц“ е работното заглавие на Стаята на тайните и Роулинг казва, че първоначално е възнамерявала да представи някои „важни части от информацията“ във втората книга, но в крайна сметка почувства, че „правилното място на тази информация е в шестата книга“. Някои предмети, които играят значителна роля в Нечистокръвния принц, се появяват за първи път в Стаята на тайните: ръката на славата и опаловата огърлица, които се продават в Боргин и Бъркс; Изчезващ шкаф в Хогуортс, който е повреден от Пийвс; и дневника на Том Риддъл, за който по-късно се разкрива, че е хоркрукс. Освен това тези два романа са с най-голям фокус върху връзката на Хари с Джини Уизли.

## Адаптации

### Кино
Филмовата адаптация на Хари Потър и Стаята на тайните е издадена през 2002 г. Крис Кълъмбъс режисира филма, а сценарият е написан от Стив Клоувс. Филмът се превръща в третия филм, надхвърлил 600 милиона долара в международни бокс офис продажби, предшестван от Титаник, издаден през 1997 г., и Хари Потър и Философският камък, издаден през 2001 г. Филмът е номиниран за награда Сатурн за най-добър фентъзи филм.

## В България
| Година на издаване | Издание                                 | Художник на корицата                             | Издателство | Страници |
| ------------------ | --------------------------------------- | ------------------------------------------------ | ----------- | -------- |
| 2001 г.            | твърди корици                           | Мери Гранпре                                     | „Егмонт“    | 295      |
| 2016 г.            | твърди корици (с обложка)               | Джим Кей (и на илюстрациите)                     | „Егмонт“    | 272      |
| 2016 г.            | твърди корици                           | Джони Дудъл                                      | „Егмонт“    | 304      |
| 2019 г.            | твърди корици (юбилейно издание)        | Любен Зидаров                                    | „Егмонт“    | 256      |
| 2021 г.            | твърди корици                           | Мери Гранпре (и на илюстрациите към всяка глава) | „Егмонт“    | 304      |
| 2021 г.            | твърди корици (с интерактивни подложки) | МинаЛима                                         | „Егмонт“    | 400      |